# シナ・カリミアン
シナ・カリミアン（Sina Karimian、1988年1月23日 - ）は、イランの男性総合格闘家。キックボクサー。SINA ARMY所属。元K-1 WORLD GPクルーザー級王者。

## 来歴
13歳からブルース・リーに憧れてカンフーを始める。その後キックボクシング、ムエタイを習いアマチュアでは400戦以上の戦績を持つ。
2018年9月24日、K-1 WORLD GP 2018 JAPAN ～初代クルーザー級王座決定トーナメント～に参戦。1回戦でOD・KENにKO勝ち。準決勝でK-Jeeに判定勝ち。決勝ではブバッカ・エル・バクーリに判定勝ちして優勝。初代K-1 WORLD GPクルーザー級王者に輝いた。
2019年3月10日、K-1 WORLD GP 2019 JAPAN ～K'FESTA.2～で行われたクルーザー級タイトルマッチで挑戦者の加藤久輝と対戦して判定勝ち。王座防衛を果たした。
2019年8月24日、K-1 WORLD GP 2019 JAPAN～日本vs世界・5対5＆スペシャル・スーパーファイトin大阪～で愛鷹亮と対戦し3RKO負け。
2020年2月12日、K-1 AWARDSにてPOWER OF DREAM所属となることを発表。
2020年3月22日、K-1 WORLD GP 2020 JAPAN ～K'FESTA.3～で行われたクルーザー級タイトルマッチで挑戦者の愛鷹亮と対戦し判定勝ち。王座防衛を果たすと共にリベンジにも成功した。
2020年11月3日、K-1 WORLD GP 2020 JAPAN ～K-1九州初上陸～で行われたクルーザー級タイトルマッチで挑戦者のK-Jeeと対戦し、2度のダウンを奪われ1RKO負け。K-1 WORLD GPクルーザー級王座から陥落した。
2021年3月28日、K-1 WORLD GP 2021 JAPAN ～K’FESTA.4 DAY2～で行われたクルーザー級タイトルマッチで王者のK-Jeeとダイレクトリマッチで再戦し、2RKO勝ち。K-1 WORLD GPクルーザー級王座に返り咲いた。
2023年9月10日、ReBOOT〜K-1 ReBIRTH〜で行われたK-1 30周年記念無差別級トーナメントに出場。一回戦でISKA K-1ルール世界スーパーヘビー級王者のケリム・ジェマイと対戦し、3R1:35KO勝ちを収め準決勝進出。準決勝でISKAヨーロッパヘビー級王者のクラウディオ・イストラテと対戦し、ローブローや後頭部への打撃、2R終了後にレフェリーを殴打するなど度重なる反則行為が目立ったこともあり、0-3の判定負けを喫し準決勝敗退となった。
2024年3月20日、K-1 WORLD MAX 2024で行われたクルーザー級タイトルマッチでK-1 30周年記念無差別級トーナメント優勝者で挑戦者のリュウ・ツァーと対戦し、3RKO負け。K-1 WORLD GPクルーザー級王座から陥落した。
2024年10月5日、K-1 WORLD GP 2024 in OSAKAのK-1 WORLD GP 無差別級トーナメントアジア予選でクラウディオ・イストラテと再戦。しかし1R中に左フックでイストラテにダウンを奪われ立ち上がった直後にカリミアンのクリンチを振りほどこうとしてイストラテのグローブがカリミアンの後頭部に当たりカリミアンは意識が遠のき試合終了。審判長は「シナが試合できないと判断し、イストラテの行為がどのような攻撃だったのか判断できないため、後日結果を発表する」と発表し、ドクターストップで無効試合となった。後日試合の結果が発表され、カリミアンが倒れた要因のイストラテのグローブがカリミアンの後頭部に当たった件についてカリミアンの組み付きに対してそれを振りほどこうとした流れによるもので故意の攻撃ではないと判断し、その上で第1ラウンド途中で試合がストップされたため、「K-1公式ルール」第7条【試合決着】第5項に則り無効試合とし、トーナメント進出については試合がストップされた時点までの攻防を検証した結果イストラテを優勢とし、カリミアンはトーナメント予選敗退となった。

## 戦績

### 総合格闘技
| 総合格闘技 戦績 | 総合格闘技 戦績 | 総合格闘技 戦績 | 総合格闘技 戦績 | 総合格闘技 戦績 | 総合格闘技 戦績 | 総合格闘技 戦績 |
| --------------- | --------------- | --------------- | --------------- | --------------- | --------------- | --------------- |
| 1 試合          | (T)KO           | 一本            | 判定            | その他          | 引き分け        | 無効試合        |
| 1 勝            | 0               | 0               | 1               | 0               | 0               | 0               |
| 0 敗            | 0               | 0               | 0               | 0               | 0               | 0               |

| 勝敗 | 対戦相手             | 試合結果          | 大会名             | 開催年月日    |
|      | ブレイク・トループ   | 試合前            | K-1 WORLD MAX 2025 | 2025年9月7日  |
| ○    | 荒東"怪獣キラー"英貴 | 5分3R終了 判定3-0 | RIZIN LANDMARK 11  | 2025年6月14日 |

### プロキックボクシング
| キックボクシング 戦績 | キックボクシング 戦績 | キックボクシング 戦績 | キックボクシング 戦績 | キックボクシング 戦績 | キックボクシング 戦績 | キックボクシング 戦績 |
| --------------------- | --------------------- | --------------------- | --------------------- | --------------------- | --------------------- | --------------------- |
| 24 試合               | (T)KO                 | 判定                  | その他                | 引き分け              | 無効試合              |                       |
| 16 勝                 | 8                     | 7                     | 1                     | 0                     | 2                     |                       |
| 5 敗                  | 3                     | 2                     | 0                     | 0                     | 2                     |                       |

| 勝敗 | 対戦相手                 | 試合結果                              | 大会名 | 開催年月日     |
| ×    | タマシュ・モズニ         | 3R終了 判定0-5                        | GLORY 99 【GLORYヘビー級トーナメント1回戦】                                                                                     | 2025年4月5日   |
| ー   | 木村大地                 | 1R 無効試合（ローブロー）             | K-1 WORLD GP 2024 in TOKYO FINAL                                                                                                | 2024年12月14日 |
| ー   | クラウディオ・イストラテ | 1R 無効試合（後頭部への偶発的な攻撃） | K−1 WORLD GP 2024 IN OSAKA 【K-1 WORLD GP 2024 OPENWEIGHT ASIAN ROUND】                                                         | 2024年10月5日  |
| ×    | リュウ・ツァー           | 3R 2:03 KO（右フック）                | K-1 WORLD MAX 2024 【K-1 WORLD GPクルーザー級タイトルマッチ】                                                                   | 2024年3月20日  |
| ×    | クラウディオ・イストラテ | 3R終了 判定0-3                        | ReBOOT～K-1 ReBIRTH～ 【K-1 30周年記念無差別級トーナメント準決勝】                                                              | 2023年9月10日  |
| ○    | ケリム・ジェマイ         | 3R 1:35 TKO（パンチ連打）             | ReBOOT～K-1 ReBIRTH～ 【K-1 30周年記念無差別級トーナメント1回戦】                                                               | 2023年9月10日  |
| ○    | カルロス・ブディオ       | 2R 2:28 失格（ラビットパンチ）        | K-1 WORLD GP 2022 in Osaka | 2022年12月3日  |
| ○    | 実方宏介                 | 1R 1:21 KO（左ジャブ）                | K-1 WORLD GP 2022 JAPAN～よこはまつり～                                                                                         | 2022年9月11日  |
| ○    | 山下力也                 | 3R終了 判定3-0                        | THE MATCH 2022 | 2022年6月19日  |
| ○    | 京太郎                   | 3R+延長1R終了 判定2-1                 | K-1 WORLD GP 2021 JAPAN ～よこはまつり～                                                                                        | 2021年9月20日  |
| ○    | K-Jee                    | 2R 0:25 KO（バックブロー）            | K-1 WORLD GP 2020 JAPAN ～K’FESTA.4 DAY2～ 【K-1 WORLD GPクルーザー級タイトルマッチ】                                           | 2021年3月28日  |
| ×    | K-Jee                    | 1R 1:54 KO（パンチ連打）              | K-1 WORLD GP 2020 JAPAN～K-1九州初上陸～ 【K-1 WORLD GPクルーザー級タイトルマッチ】                                             | 2020年11月3日  |
| ○    | 愛鷹亮                   | 3R終了 判定3-0                        | K-1 WORLD GP 2020 JAPAN ～K’FESTA.3～ 【K-1 WORLD GPクルーザー級タイトルマッチ】                                                | 2020年3月22日  |
| ×    | 愛鷹亮                   | 3R 0:57 KO（右ストレート）            | K-1 WORLD GP 2019 JAPAN～日本vs世界・5対5＆スペシャル・スーパーファイトin大阪～                                                 | 2019年8月24日  |
| ○    | 加藤久輝                 | 3R終了 判定3-0                        | K-1 WORLD GP 2019 JAPAN ～K’FESTA.2～ 【K-1 WORLD GPクルーザー級タイトルマッチ】                                                | 2019年3月10日  |
| ○    | ブバッカ・エル・バクーリ | 3R終了 判定2-0                        | K-1 WORLD GP 2018 JAPAN ～初代クルーザー級王座決定トーナメント～ 【K-1 WORLD GP 初代クルーザー級王座決定戦トーナメント 決勝戦】 | 2018年9月24日  |
| ○    | K-Jee                    | 3R終了 判定3-0                        | K-1 WORLD GP 2018 JAPAN ～初代クルーザー級王座決定トーナメント～ 【K-1 WORLD GP 初代クルーザー級王座決定戦トーナメント 準決勝】 | 2018年9月24日  |
| ○    | OD･KEN                   | 3R+延長1R 0:39 KO（右ストレート）     | K-1 WORLD GP 2018 JAPAN ～初代クルーザー級王座決定トーナメント～ 【K-1 WORLD GP 初代クルーザー級王座決定戦トーナメント 1回戦】  | 2018年9月24日  |
| ○    | ニール・アキノ           | 2R KO                                 | WKN Iran: World Cup 2017 【WKNインターナショナルヘビー級王座決定戦】                                                            | 2017年3月10日  |

### エキシビション
| 勝敗 | 対戦相手   | 試合結果          | 大会名      | 開催年月日     |
| △    | 皇治       | 3R終了 判定なし   | RIZIN男祭り | 2025年5月4日   |
| ×    | 安保瑠輝也 | 2分6R終了 判定0-3 | 雷神番外地  | 2024年12月31日 |

## 獲得タイトル
- WKNアマチュア世界ヘビー級王者
- WKUアマチュア世界ヘビー級王者
- IKNアマチュア世界ヘビー級王者
- WKFアマチュア世界ヘビー級王者
- IFMAアマチュア・ムエタイ世界ヘビー級王者
- WKNインターナショナルヘビー級王座
- 初代K-1 WORLD GPクルーザー級王者
- 第3代K-1 WORLD GPクルーザー級王者